# 1709
Năm 1709 là một năm bắt đầu từ ngày thứ Ba trong lịch Gregory (hoặc một năm thường bắt đầu vào thứ Bảy của lịch Julius chậm hơn 11 ngày). Năm 1709 của lịch Thụy Điển là một năm bắt đầu từ ngày thứ sáu, một ngày trước của lịch Julius.

## Sinh
- 24 tháng 2 - Jacques de Vaucanson, nhà phát minh người Pháp (mất 1782)
- 10 tháng 3 - Georg Steller, nhà tự nhiên học người Đức (mất 1746)
- 14 tháng 4 - Charles Colle, nhà viết kịch Pháp (mất 1783)
- 7 tháng 8 - Jean-Jacques Lefranc, nhà thơ người Pháp (mất 1784)
- 8 tháng 8 - Tokugawa Ietsugu, Tokugawa Mạc phủ của Nhật Bản (mất 1716)
- Tháng 9 - John Cleland, tiểu thuyết gia người Anh (mất 1789)
- 18 tháng 9 - Samuel Johnson, nhà văn người Anh và người nghiên cứu từ ngư học (mất 1784)
- 2 tháng 11 - Anne, Công chúa của Orange, nhiếp chính của Friesland (mất 1759)
- 18 tháng 12 - Elizabeth của Nga (mất 1762)
- 'Không rõ ngày - Thomas Alcock, mục sư Anh (mất 1798)